# سیارک ۹۰۲۷۹
سیارک ۹۰۲۷۹ (به انگلیسی: 90279 Devetsil، نامگذاری:2003DL10) نود هزار و دویست و هفتاد و نهمین سیارک کشف شده‌است که در ۲۶ فوریه ۲۰۰۳ کشف شد.